# Tyrone Smith
Tyrone Mark Eugene Smith (Paget, 7 augustus 1984) is een Bermudaans atleet, die zich heeft toegelegd op het verspringen. Hij nam driemaal deel aan de Olympische Spelen en is houder van zowel het nationale indoor- als outdoorrecord verspringen. 

## Olympische Spelen
Op de Olympische Spelen van 2008 in Peking werd Smith met een sprong van 7,91 m vijftiende. Vier jaar later klasseerde hij zich op de Olympische Spelen van Londen met 7,70 m als twaalfde, nadat hij eerder in de kwalificatieronde tot een sprong van 7,97 was gekomen. Bij de Olympische Spelen van 2012 in Rio de Janeiro strandde hij eveneens in de kwalificatieronde.

## Titels
- Centraal-Amerikaanse en Caribische Spelen kampioen verspringen - 2010
- Centraal-Amerikaans en Caribisch kampioen verspringen - 2011

## Persoonlijke records
| Onderdeel             | Prestatie              | Datum           | Plaats   |
| --------------------- | ---------------------- | --------------- | -------- |
| verspringen (outdoor) | 8,22 m (-0,1 m/s) (NR) | 26 juli 2010    | Mayagüez |
| verspringen (indoor)  | 7,82 m (NR)            | 9 februari 2012 | Tartu    |

## Palmares

### verspringen
- 2006:  NACAC U23 - 7,90 m
- 2007: 7e NACAC - 7,38 m
- 2007: 14e in kwal. Pan-Amerikaanse Spelen - 7,32 m
- 2008: 18e in kwal. WK indoor - 7,38 m
- 2008:  Centraal Amerikaanse en Caribische Spelen - 7,80 m
- 2008: 7e in kwal. OS - 7,91 m
- 2009: 17e in kwal. WK - 7,72 m
- 2010: 13e in kwal. WK indoor - 7,45 m
- 2010: 5e IAAF Bank Continental Cup - 7,91 m
- 2010:  Centraal-Amerikaanse en Caribische Spelen - 8,22 m (NR)
- 2010: 5e Gemenebestspelen - 7,76 m
- 2011:  Centraal-Amerikaanse en Caribische kamp. - 8,06 m
- 2011: 9e in kwal. WK - 7,91 m
- 2012: 10e in kwal. WK indoor - 7,80 m
- 2012: 12e OS - 7,70 m (in kwal. 7,97 m)
- 2013: 7e in kwal. WK - 7,89 m
- 2014: 8e Gemenebestspelen - 7,79 m
- 2014: 11e Centraal-Amerikaanse en Caribische Spelen - 7,17 m
- 2015: 4e Pan-Amerikaanse Spelen - 8,07m
- 2015: 10e WK - 7,79 m
- 2016: 10e in kwal. OS - 7,38 m